# تونی اوچی
تونی اوچی (ایتالیایی: Toni Ucci؛ ‏ ۱۳ ژانویهٔ ۱۹۲۲ – ۱۶ یا ۱۹ فوریهٔ ۲۰۱۴) یک بازیگر اهل ایتالیا بود.
از فیلم‌هایی که وی در آن نقش داشته‌است، می‌توان به من، من، من… و دیگران، پیرنو دوباره می‌تازد، دکتر زنان دوجانبه، بجنب… دخترمدرسه‌ای‌ها دارند می‌آیند، به‌خاطر عشق پوپیا، کارکنان خیابانی، سفر کاپیتان فراکاسا، عشاق لاتین، ترور، بوکاچو، راننده‌کامیون‌ها، مردان خشن، چگونه از دست زن خلاص شده، یک معشوقه پیدا کنیم، لطفاً مراقب آملیا باش، نخستین شیره زفاف و قلب و روح اشاره کرد.